# Зимов'є (Казахстан)
Зимо́в'є (каз. Зимовье) — село у складі Глибоківського району Східноказахстанської області Казахстану. Входить до складу Биструшинського сільського округу.
Населення — 298 осіб (2021; 257 у 2009, 315 у 1999, 419 у 1989).
Національний склад станом на 1989 рік:
- росіяни — 100 %